# Turkmenistan op de Olympische Zomerspelen 2012
Turkmenistan nam deel aan de Olympische Zomerspelen 2012 in Londen, Verenigd Koninkrijk.

## Deelnemers en resultaten
(m) = mannen, (v) = vrouwen

### Atletiek
| Olympiër         | Onderdeel          | Resultaat | Prestatie                           |
| ---------------- | ------------------ | --------- | ----------------------------------- |
| Mergen Mamedov   | kogelslingeren (m) | 35e       | kwalificatie: 68,39 m (17e groep B) |
|                  |                    |           |                                     |
| Maisa Redzhepova | 100 m (v)          | series    | voorronde serie 3: 12,80 pr (4e)    |

### Boksen
| Olympiër             | Onderdeel                      | Resultaat | Prestatie                             |
| -------------------- | ------------------------------ | --------- | ------------------------------------- |
| Serdar Hudayberdiyev | halfweltergewicht [-64 kg] (m) | 1e ronde  | 1R: verloor van IND Manoj Kumar 7-13  |
| Nursahat Pazziyev    | middengewicht [-75 kg] (m)     | 1e ronde  | 1R: verloor van TUR Adem Kılıççı 7-14 |

### Gewichtheffen
| Olympiër                | Onderdeel                      | Resultaat | Prestatie                                        |
| ----------------------- | ------------------------------ | --------- | ------------------------------------------------ |
| Umurbek Bazarbayev      | vedergewicht (-62 kg) (m)      | 6e        | totaal: 302 kg (trekken: 135 kg; stoten: 167 kg) |
| Tolkunbek Hudaybergenov | lichtgewicht (-69 kg) (m)      | 13e       | totaal: 310 kg (trekken: 155 kg; stoten: 165 kg) |
| Mansur Rejepov          | lichtzwaargewicht (-85 kg) (m) | -         | (trekken: 160 kg; stoten: geen geldige score)    |

### Judo
| Olympiër           | Onderdeel                      | Resultaat | Prestatie                           |
| ------------------ | ------------------------------ | --------- | ----------------------------------- |
| Gülnar Haýytbaýewa | halfmiddengewicht (-63 kg) (v) | 1e ronde  | 1R: verloor van AZE Ramila Yusubova |

### Zwemmen
| Olympiër         | Onderdeel      | Resultaat | Prestatie                          |
| ---------------- | -------------- | --------- | ---------------------------------- |
| Sergey Krovyakov | 100 m vrij (m) | series    | serie 2: 54,43 (2e; 46e tijd)      |
|                  |                |           |                                    |
| Jennet Saryyeva  | 400 m vrij (v) | series    | serie 1: 5.40,29 NR (1e; 35e tijd) |

Afghanistan · Albanië · Algerije · Amerikaanse Maagdeneilanden · Amerikaans-Samoa · Andorra · Angola · Antigua en Barbuda · Argentinië · Armenië · Aruba · Australië · Azerbeidzjan · Bahama's · Bahrein · Bangladesh · Barbados · België · Belize · Benin · Bermuda · Bhutan · Bolivia · Bosnië en Herzegovina · Botswana · Brazilië · Britse Maagdeneilanden · Brunei · Bulgarije · Burkina Faso · Burundi · Cambodja · Canada · Centraal-Afrikaanse Republiek · Chili · China · Chinees Taipei · Colombia · Comoren · Congo-Brazzaville · Congo-Kinshasa · Cookeilanden · Costa Rica · Cuba · Cyprus · Denemarken · Djibouti · Dominica · Dominicaanse Republiek · Duitsland · Ecuador · Egypte · El Salvador · Equatoriaal-Guinea · Eritrea · Estland · Ethiopië · Fiji · Filipijnen · Finland · Frankrijk · Gabon · Gambia · Georgië · Ghana · Grenada · Griekenland · Groot-Brittannië · Guam · Guatemala · Guinee · Guinee‑Bissau · Guyana · Haïti · Honduras · Hongarije · Hongkong · Ierland · IJsland · India · Indonesië · Irak · Iran · Israël · Italië · Ivoorkust · Jamaica · Japan · Jemen · Jordanië · Kaaimaneilanden · Kaapverdië · Kameroen · Kazachstan · Kenia · Kirgizië · Kiribati · Koeweit · Kroatië · Laos · Lesotho · Letland · Libanon · Liberia · Libië · Liechtenstein · Litouwen · Luxemburg · Macedonië · Madagaskar · Malawi · Maldiven · Maleisië · Mali · Malta · Marshalleilanden · Marokko · Mauritanië · Mauritius · Mexico · Micronesië · Moldavië · Monaco · Mongolië · Montenegro · Mozambique · Myanmar · Namibië · Nauru · Nederland · Nepal · Nicaragua · Nieuw-Zeeland · Niger · Nigeria · Noord-Korea · Noorwegen · Oeganda · Oekraïne · Oezbekistan · Oman · Oostenrijk · Oost-Timor · Pakistan · Palau · Palestina · Panama · Papoea-Nieuw-Guinea · Paraguay · Peru · Polen · Portugal · Puerto Rico · Qatar · Roemenië · Rusland · Rwanda · Saint Kitts en Nevis · Saint Lucia · Saint Vincent en Grenadines · Salomonseilanden · Samoa · San Marino · Sao Tomé en Principe · Saoedi-Arabië · Senegal · Servië · Seychellen · Sierra Leone · Singapore · Slovenië · Slowakije · Soedan · Somalië · Spanje · Sri Lanka · Suriname · Swaziland · Syrië · Tadzjikistan · Tanzania · Thailand · Togo · Tonga · Trinidad en Tobago · Tsjaad · Tsjechië · Tunesië · Turkije · Turkmenistan · Tuvalu · Uruguay · Vanuatu · Venezuela · Verenigde Arabische Emiraten · Verenigde Staten · Vietnam · Wit-Rusland · Zambia · Zimbabwe · Zuid-Afrika · Zuid-Korea · Zweden · Zwitserland · Onafhankelijke atleten